# Posoqueria velutina
Posoqueria velutina är en måreväxtart som beskrevs av Paul Carpenter Standley. Posoqueria velutina ingår i släktet Posoqueria och familjen måreväxter.
Artens utbredningsområde är Colombia. Inga underarter finns listade i Catalogue of Life.